# Campionat del Món de speedway
El Campionat del Món de speedway (oficialment d'ençà de 1995: FIM Speedway Grand Prix, abreujat SGP), regulat per la FIM, és la màxima competició internacional de Speedway.
Des de la seva primera edició el 1936 fins al 1994 es va disputar pel sistema d'eliminatòries fins a arribar als quarts de final, semifinals i final, correguda en un estadi determinat. Les 15 primeres finals es varen celebrar al Wembley Stadium de Londres, i després es va anar canviant d'escenari.
Des de 1995, any en què canvià de denominació oficial, es disputa en un format similar al del campionat del món de motociclisme de velocitat, constant de diversos Grand Prix en països diferents, on cada pilot acumula punts segons la posició obtinguda. El guanyador del campionat és qui més punts ha sumat durant la temporada.

## Llista de campions

### Fins a 1994
| Any  | Seu           | Campió del Món   | Subcampió        | Tercer           |
| 1936 | Regne Unit    | Lionel Van Praag | Eric Langton     | Bluey Wilkinson  |
| 1937 | Regne Unit    | Jack Milne       | Wilbur Lamoreaux | Cordy Milne      |
| 1938 | Regne Unit    | Bluey Wilkinson  | Jack Milne       | Wilbur Lamoreaux |
|      |               |                  |                  |                  |
| 1949 | Regne Unit    | Tommy Price      | Jack Parker      | Louis Lawson     |
| 1950 | Regne Unit    | Freddie Williams | Wally Green      | Graham Warren    |
| 1951 | Regne Unit    | Jack Young       | Split Waterman   | Jack Biggs       |
| 1952 | Regne Unit    | Jack Young       | Freddie Williams | Bob Oakley       |
| 1953 | Regne Unit    | Freddie Williams | Split Waterman   | Geoff Mardon     |
| 1954 | Regne Unit    | Ronnie Moore     | Brian Crutcher   | Olly Nygren      |
| 1955 | Regne Unit    | Peter Craven     | Ronnie Moore     | Barry Briggs     |
| 1956 | Regne Unit    | Ove Fundin       | Ronnie Moore     | Arthur Forrest   |
| 1957 | Regne Unit    | Barry Briggs     | Ove Fundin       | Peter Craven     |
| 1958 | Regne Unit    | Barry Briggs     | Ove Fundin       | Aub Lawson       |
| 1959 | Regne Unit    | Ronnie Moore     | Ove Fundin       | Barry Briggs     |
| 1960 | Regne Unit    | Ove Fundin       | Ronnie Moore     | Peter Craven     |
| 1961 | Suècia        | Ove Fundin       | Björn Knutsson   | Göte Nordin      |
| 1962 | Regne Unit    | Peter Craven     | Barry Briggs     | Ove Fundin       |
| 1963 | Regne Unit    | Ove Fundin       | Björn Knutsson   | Barry Briggs     |
| 1964 | Suècia        | Barry Briggs     | Igor Plechanov   | Ove Fundin       |
| 1965 | Regne Unit    | Björn Knutsson   | Igor Plechanov   | Ove Fundin       |
| 1966 | Suècia        | Barry Briggs     | Sverre Harrfeldt | Antoni Woryna    |
| 1967 | Regne Unit    | Ove Fundin       | Bengt Jansson    | Ivan Mauger      |
| 1968 | Suècia        | Ivan Mauger      | Barry Briggs     | Edward Jancarz   |
| 1969 | Regne Unit    | Ivan Mauger      | Barry Briggs     | Sören Sjösten    |
| 1970 | Polònia       | Ivan Mauger      | Pawel Waloszek   | Antoni Woryna    |
| 1971 | Suècia        | Ole Olsen        | Ivan Mauger      | Bengt Jansson    |
| 1972 | Regne Unit    | Ivan Mauger      | Bengt Jansson    | Ole Olsen        |
| 1973 | Polònia       | Jerzy Szczakiel  | Ivan Mauger      | Zenon Plech      |
| 1974 | Suècia        | Anders Michanek  | Ivan Mauger      | Sören Sjösten    |
| 1975 | Regne Unit    | Ole Olsen        | Anders Michanek  | John Louis       |
| 1976 | Polònia       | Peter Collins    | Malcolm Simmons  | Phil Crump       |
| 1977 | Suècia        | Ivan Mauger      | Peter Collins    | Ole Olsen        |
| 1978 | Regne Unit    | Ole Olsen        | Gordon Kennett   | Scott Autrey     |
| 1979 | Polònia       | Ivan Mauger      | Zenon Plech      | Michael Lee      |
| 1980 | Suècia        | Michael Lee      | Dave Jessup      | Billy Sanders    |
| 1981 | Regne Unit    | Bruce Penhall    | Ole Olsen        | Tommy Knudsen    |
| 1982 | Estats Units  | Bruce Penhall    | Les Collins      | Dennis Sigalos   |
| 1983 | Alemanya      | Egon Müller      | Billy Sanders    | Michael Lee      |
| 1984 | Suècia        | Erik Gundersen   | Hans Nielsen     | Lance King       |
| 1985 | Regne Unit    | Erik Gundersen   | Hans Nielsen     | Sam Ermolenko    |
| 1986 | Polònia       | Hans Nielsen     | Jan Pedersen     | Kelvin Tatum     |
| 1987 | Països Baixos | Hans Nielsen     | Erik Gundersen   | Sam Ermolenko    |
| 1988 | Dinamarca     | Erik Gundersen   | Hans Nielsen     | Jan Pedersen     |
| 1989 | Alemanya      | Hans Nielsen     | Simon Wigg       | Jeremy Doncaster |
| 1990 | Regne Unit    | Per Jonsson      | Shawn Moran      | Todd Wiltshire   |
| 1991 | Suècia        | Jan Pedersen     | Tony Rickardsson | Hans Nielsen     |
| 1992 | Polònia       | Gary Havelock    | Per Jonsson      | Gert Handberg    |
| 1993 | Alemanya      | Sam Ermolenko    | Hans Nielsen     | Chris Louis      |
| 1994 | Dinamarca     | Tony Rickardsson | Hans Nielsen     | Craig Boyce      |

1. ↑  El subcampionat obtingut per Shawn Moran fou invalidat en donar positiu el pilot en un control anti-doping

### Des de 1995 (Grand Prix)
A 21 de novembre de 2024
| Any  | Campió del Món   | Subcampió          | Tercer                 |
| 1995 | Hans Nielsen     | Tony Rickardsson   | Sam Ermolenko          |
| 1996 | Billy Hamill     | Hans Nielsen       | Greg Hancock           |
| 1997 | Greg Hancock     | Billy Hamill       | Tomasz Gollob          |
| 1998 | Tony Rickardsson | Jimmy Nilsen       | Tomasz Gollob          |
| 1999 | Tony Rickardsson | Tomasz Gollob      | Hans Nielsen           |
| 2000 | Mark Loram       | Billy Hamill       | Tony Rickardsson       |
| 2001 | Tony Rickardsson | Jason Crump        | Tomasz Gollob          |
| 2002 | Tony Rickardsson | Jason Crump        | Ryan Sullivan          |
| 2003 | Nicki Pedersen   | Jason Crump        | Tony Rickardsson       |
| 2004 | Jason Crump      | Tony Rickardsson   | Greg Hancock           |
| 2005 | Tony Rickardsson | Jason Crump        | Leigh Adams            |
| 2006 | Jason Crump      | Greg Hancock       | Nicki Pedersen         |
| 2007 | Nicki Pedersen   | Leigh Adams        | Jason Crump            |
| 2008 | Nicki Pedersen   | Jason Crump        | Tomasz Gollob          |
| 2009 | Jason Crump      | Tomasz Gollob      | Emil Saifutdinov       |
| 2010 | Tomasz Gollob    | Jaroslaw Hampel    | Jason Crump            |
| 2011 | Greg Hancock     | Andreas Jonsson    | Jaroslaw Hampel        |
| 2012 | Chris Holder     | Nicki Pedersen     | Greg Hancock           |
| 2013 | Tai Woffinden    | Jaroslaw Hampel    | Niels-Kristian Iversen |
| 2014 | Greg Hancock     | Krzysztof Kasprzak | Nicki Pedersen         |
| 2015 | Tai Woffinden    | Greg Hancock       | Nicki Pedersen         |
| 2016 | Greg Hancock     | Tai Woffinden      | Bartosz Zmarzlik       |
| 2017 | Jason Doyle      | Patryk Dudek       | Tai Woffinden          |
| 2018 | Tai Woffinden    | Bartosz Zmarzlik   | Fredrik Lindgren       |
| 2019 | Bartosz Zmarzlik | Leon Madsen        | Emil Sayfutdinov       |
| 2020 | Bartosz Zmarzlik | Tai Woffinden      | Fredrik Lindgren       |
| 2021 | Artem Laguta     | Bartosz Zmarzlik   | Emil Sayfutdinov       |
| 2022 | Bartosz Zmarzlik | Leon Madsen        | Maciej Janowski        |
| 2023 | Bartosz Zmarzlik | Fredrik Lindgren   | Martin Vaculík         |
| 2024 | Bartosz Zmarzlik | Robert Lambert     | Fredrik Lindgren       |